# Ludwig Hering
Ludwig Hering (* 1589; † 1628 in Tübingen) war ein württembergischer Maler in Tübingen. Er war der Vater der Maler Ludwig (II.) und Friedrich Hering.

## Leben
Ludwig Hering arbeitete in Tübingen, ohne das akademische Bürgerrecht zu besitzen. Nach der überlieferten Leichenpredigt porträtierte er sogar. Er war offenbar zweimal verheiratet. Mit seiner ersten Frau hatte er zwei Söhne, die später ebenfalls Maler in Tübingen wurden: Ludwig (II., * 1610) und Friedrich (* 1615). Er unterrichtete sie auch. Seine zweite Frau heiratete er 1620. Neben den bekannteren Malern wie Conrad Melperger, Jacob Ramsler, Johann Christoph Neyffer sowie Jacob Kleinheinz und Thomas Vogel war Hering der einzige Maler am Anfang des 17. Jahrhunderts, dessen Anwesenheit in Tübingen über einen längeren Zeitraum hinweg nachweisbar ist. Doch über seine Arbeiten sind keine fassbaren Informationen überliefert.